# 脂肪栓塞综合征
脂肪栓塞综合征（fat embolism syndrome）是指脂肪进入血液形成脂肪栓塞后表现的症状，通常在一天内开始，可能包括点状皮疹、意识水平下降和呼吸急促等。其他症状可能包括发烧和尿量减少。死亡风险约为10%。
脂肪栓塞最常见的原因是股骨或骨盆等骨骼骨折。其他潜在原因包括胰腺炎、整形外科手术、骨髓移植和抽脂。该综合征底层的机制与广泛分布的炎症有关。该综合征是基于症状来诊断的。
治疗主要是支持性护理，可能涉及氧疗、静脉输液、白蛋白和机械通气。虽然骨折后血液中通常也会出现少量脂肪，但脂肪栓塞综合征其实很少见。